# Khangai (biome)
Pour les articles homonymes, voir Hanggai.
Khangai (mongol cyrillique : Хангай, translittération : Khangai, parfois transcrit en Hangaj) ou Hanggai (chinois : 杭盖 ; pinyin : hánggài) est un terme mongol pour définir un biome montagneux de steppe boisée typique de Mongolie,.
C'est le lieu ou vivait les xiongnu.
La aïmag d'Arkhangai (Архангай, littéralement Khangai du Nord) et le sum de Khangai (Хангай), tous deux en Mongolie, tirent leur nom de ce type de paysage.[réf. nécessaire]